# تيلمنز كورنر
تيلمنز كورنر (بالإنجليزية: Tillmans Corner)‏ هي مدينة أمريكية تقع في ولاية ألاباما.تبلغ مساحة هذه المدينة 33.6 (كم²)،ويبلغ عدد سكانها 17398 نسمة حسب إحصاء سنة 2010 م.تشير الإحصاءات بأن الكثافة السكانية في هذه المدينة تقدر بـ(auto) نسمة/كم2.

## الجغرافيا
المساحة 34 كيلومتر مربع 0.38% منها ماء

## السكان
يبلغ عدد سكانها 15685 نسمة حسب تعداد 2000م و كثافة السكان فيها 346.6نسمة/كم مربع والتوزيع العرقي فيها 93.57% بيض 3.16% سود 0.16% سكان أصليين ( هنود حمر ) 0.94% آسيويين والباقي أعراق مختلفة ومعدل الدخل 34309$